# AMC-23
AMC-23 (AmeriCom-23) — американский телекоммуникационный спутник, принадлежащий компании SES AmeriCom, входящей в холдинг SES Global. Он предназначается для оказания услуг телевизионной и телефонной связи, предоставления доступа в интернет, передачи данных, создания корпоративных сетей. В зоне охвата спутника находится вся акватория Тихого океана.
Изготовитель: Alcatel Alenia Space.
Конструкция:
Габариты:
Полезная нагрузка: 20 транспондеров Ku-диапазона мощностью 138 Вт с полосой пропускания 27, 36 и 72 МГц и 18 транспондеров C-диапазона мощностью 80 Вт с полосой пропускания 36 и 72 МГц.
Расчётная точка стояния - 172° в. д.